# Istočni Mostar
Istočni Mostar (serbisch-kyrillisch Источни Мостар), zuvor Srpski Mostar (Српски Мостар) ist eine Opština (Verbandsgemeinde) im südlichen Teil der Republika Srpska in der Herzegowina. Die Gemeinde entstand durch die Abtrennung der östlich des Gebirgszuges Velež gelegenen Ortsteile von Mostar infolge des Dayton-Vertrages 1995.
Der Name bedeutet ins Deutsche übersetzt „Ost-Mostar“, ist jedoch nicht mit dem Stadtteil Ost-Mostar in Mostar selbst zu verwechseln. Der Name Srpski Mostar (Serbisches Mostar), den die Gemeinde bis 2004 trug, wurde vom Verfassungsgericht der Republik Bosnien und Herzegowina aufgrund des ethnischen Bezuges verboten.

## Geografie und Infrastruktur
Die Gemeinde besteht aus drei räumlich voneinander getrennten Gebieten: Im Norden das flächengrößte und bevölkerungsreichste Zijemlje (187 Einwohner im Jahr 2013) mit dem Verwaltungssitz sowie die beiden weiter südlich gelegenen Exklaven Kamena (67 Einw.) und Kokorina (3 Einw.).
Der Ortsteil Zijemlje befindet sich 17 Kilometer nordöstlich des Stadtkerns von Mostar im Vilino polje, ist von der Stadt jedoch durch den fast 2000 m hohen Gebirgszug Velež getrennt und nicht über asphaltierte Straßen zu erreichen.
Eine Schule besteht in der Gemeinde nicht; die Kinder besuchen die Schule im 30 Kilometer entfernten Nevesinje.

## Bevölkerung
1991 hatte der Ortsteil Zijemlje 153 Einwohner, davon bezeichneten sich damals 95 als Serben und 57 als Bosniaken.
Im Gemeinderat sitzen seit den Kommunalwahlen vom 7. Oktober 2012 sieben Vertreter der SDS, drei der DP und ein Vertreter der SDA.

## Weblink
- Reportage mit Bildern über Istočni Mostar auf lupiga.com (bosnisch)